# Papyrus 51
Papyrus 51 (nach Gregory-Aland mit Sigel {\displaystyle {\mathfrak {P}}}51 bezeichnet) ist eine frühe griechische Abschrift des Neuen Testaments. Dieses Papyrusmanuskript des Galaterbriefes und enthält nur die Verse 1,2-10.13.16-20 Mittels Paläographie wurde es auf das 3. oder 4. Jahrhundert datiert.
Der griechische Text des Kodex repräsentiert den Alexandrinischen Texttyp (oder eher proto-Alexandrinisch). Kurt Aland ordnete ihn in Kategorie II ein.
Zurzeit wird die Handschrift im Ashmolean Museum (P. Oxy 2157) in Oxford aufbewahrt.